# Équipe de Saint-Marin de rugby à sept
L'équipe de Saint-Marin de rugby à sept est l'équipe qui représente Saint-Marin dans les principales compétitions internationales de rugby à sept européennes, au sein des Rugby Europe Men's Sevens Championships (en division C puis en conférence 2, les plus basses divisions), de Rugby Europe.

## Palmarès

### Seven's Grand Prix Series
- 2014 : 10e/11 de la division B
- 2015 : 8e/12  de la division C[3]
- 2016 : 8e/8 de la Conférence 2[4]
- 2017 : 7e/8 de la Conférence 2[2],[5]
- 2018 : ne participe pas[6],[7]